# Atenagora di Atene
Atenagora di Atene (in greco: Ἀθηναγόρας; 133 circa – 190 circa) è stato un filosofo, teologo e scrittore greco antico, apologista cristiano vissuto nel II secolo.

## Biografia
Le notizie sulla vita di Atenagora sono molto scarse.  
Atenagora non è citato né da Eusebio né da San Girolamo; qualche piccolo accenno si trova in Metodio, Epifanio e Fozio. Filippo di Side dice che Atenagora era un retore e filosofo ateniese dell'Accademia di Atene, convertito al Cristianesimo dopo la lettura delle Sacre Scritture consultate alla ricerca di temi da utilizzare nelle polemiche contro gli apologeti cristiani. In seguito Atenagora si sarebbe recato ad Alessandria d'Egitto dove avrebbe fondato il prototipo della sua celebre accademia cristiana. Le date di nascita e di morte sono state calcolate per estrapolazione dalle opere a lui attribuite.

## Opere
Due sono le opere rimasteci di Atenagora: un'apologia, intitolata Supplica in favore dei Cristiani (in greco: Πρεσβεία περί των Χριστιανών, Presbèia perì tôn Christianôn), e un trattato, attribuitogli con molte riserve, Sulla resurrezione dei morti (Περὶ τῆς αναστάσεως τῶν νεκρῶν, "Perì tês anastàseos tôn nekrôn").

### La supplica in favore dei Cristiani
La Supplica (titolo latino: Legatio pro Christianis) è una apologia di 37 capitoli indirizzata "agli imperatori Marco Aurelio e Lucio Aurelio Commodo, conquistatori dell'Armenia e della Sarmazia, e, quel che più conta, filosofi" tesa a difendere i Cristiani dalla triplice accusa, rivolta già agli ebrei, di ateismo (la mancanza di fede nelle divinità pagane), incesto per il fatto che predicassero l'amore fraterno e cannibalismo per via del rito eucaristico. In base alla dedica e alla citazione della pace nel primo capitolo, la data di composizione della Supplica è stata fissata fra la fine del 176 e il principio del 177. Gli argomenti utilizzati da Atenagora per ribattere ai tre capi di accusa sono di natura razionale.
1. Circa l'accusa di ateismo e di sacrifici rituali di bambini Atenagora argomentava che i Cristiani adoravano un solo Dio e che i loro rituali erano non cruenti, non prevedendo versamento di sangue. Inoltre, diversamente dall'idolatria pagana, che prevedeva la sottomissione dell'uomo a numerose divinità capricciose e immorali, i Cristiani riverivano una divinità perfetta ed eterna la cui triplice espressione non era di natura politeistica, in quanto si trattava di tre persone in una sola natura e potenza. Atenagora addusse pertanto la prima giustificazione razionale dell'unicità di Dio[5].
2. Atenagora confutava l'accusa di immoralità e depravazione sessuale rendendo nota la rigida morale cristiana, con la proibizione addirittura dei cattivi pensieri, della poligamia, del divorzio e dell'aborto;
3. quanto all'accusa di antropofagia, Atenagora ribatteva che si trattava di una calunnia: i Cristiani condannavano non solo l'omicidio, ma delitti giudicati meno gravi dagli altri quali la partecipazione agli spettacoli dei gladiatori e l'esposizione dei neonati; nel contempo i Cristiani prescrivevano l'obbedienza civile e l'adozione di un'etica improntata all'esistenza di una vita futura, dopo la morte fisica.
4. A proposito della presenza di forme ascetiche e rigoristiche nelle primitive comunità cristiane, Atenagora scrive che "tra i cristiani esistono uomini e donne che invecchiano nella verginità in seno alla nostra comunità per unirsi più intimamente a Dio" (Supplica 30).  Mentre gli uomini godevano di maggiore libertà, la chiesa aveva speciale cura delle vergini, che si impegnavano a restare tali[6]

Ai due imperatori pertanto Atenagora chiedeva per i Cristiani gli stessi diritti riconosciuti a tutti gli altri cittadini romani.
L'autore attribuisce a Platone il primato fra i filosofi greci, descrivendolo come un precursore del Dio cristiana e della nozione della Trinità. Il testo presenta la prima dimostrazione storica nota dell'esistenza di Dio, almeno fra gli autori della Cristianità. Viene esposta nel capitolo VII col nome di "Dimostrazione della fede" in quanto avente delle verità di fede come ipotesi (la generazione dell'Unigenito) e come tesi (l'esistenza e unicità di Dio). 
L'argomento, imperfetto dal punto di vista teorico, consiste nel duplice legame fra generazione e eguaglianza o somiglianza, nonché fra quest'ultima e la possibilità di coesistere insieme, in particolare in un medesimo spazio geografico. Secondo Atenagora, solamente le creature che si generano le une con le altre sono identiche oppure una a immagine e somiglianza dell'altra. Di nuovo, solamente queste ultime possono coesistere insieme e in uno stesso luogo.
L'argomento fu applicato al Verbo di Dio, generato dal Padre Dio e Dio egli stesso. La loro identità rende possibile la loro coesistenza e sovranità sul mondo. Tuttavia, la concezione trinitaria risulta viziata da una nozione incompleta dello Spirito Santo la cui sostanza e identità di Dio sembra non essere definita chiaramente, pur ammettendo che la terza divina persona della ss. Trinità è "emanante da Dio  Padre e a lui riveniente come un raggio" di luce.
L'argomento fu applicato anche contro gli dei pagani, per destituire i fondamenti filosofici del politeismo. In quanto ingenerati, gli dei pagani sono dissimili e non possono coabitare in una casa comune. D'altra parte, il mondo creato ammette di essere avvolto dalla provvidenza e potenza di un unico Dio il quale non sarebbe perfetto, onnipotente e onnisciente se dovesse condividere la propria signoria sul creato con altri dei dissimili e discordi da Lui. L'ipotesi residua porta a postulare l'associazione dei molteplici dei con altrettanto mondi possibili la cui separazione da quello delle creature umane li rende invisibili, privi di effetti indiretti o di facoltà di controllo e intervento. Un Dio che non si vede, non opera e non giudica è riconducibile per l'uomo ad un essere che in realtà non è.
L'argomento di Atenagora sarebbe poi stato ripreso da san Giovanni Damasceno, Dottore della Chiesa, nel suo trattato De fide ortohodoxa.

### La risurrezione dei morti
Ad Atenagora, ma con molte riserve, è attribuito un secondo lavoro intitolato Περὶ τῆς αναστάσεως τῶν νεκρῶν (La risurrezione dei morti). Il trattato è diviso in due parti, nella prima vengono confutate le obiezioni contro la tesi della risurrezione, nella seconda si dimostra che la risurrezione è possibile. Rifiutando il dogma platonico del corpo come prigione dell'anima e affermando la complementarità tra materia e spirito, Atenagora accetta la risurrezione fisica dei morti sulla base dell'onnipotenza di Dio allo scopo di rendere manifesta per l'eternità l'immagine umana.
Il più antico testo di quest'opera di Atenagora si trovava nel Codex parisinus graecus (anno 914), immediatamente dopo il testo della Supplica per i Cristiani, copiato per Areta di Cesarea dal suo segretario Baanes. L'attribuzione ad Atenagora di quest'opera viene tuttavia di solito negata per motivi di stile e di contenuto.

## Culto
La Chiesa ortodossa lo considera santo e lo ricorda il giorno 24 giugno.